# Amphiongia chordophoides
Amphiongia chordophoides là một loài bướm đêm trong họ Erebidae.